# أورورا ملبورن سنترال
أورورا ملبورن سنترال (بالإنجليزية: Aurora Melbourne Central)‏ هو ناطحة سحاب سكنية بارتفاع 270.5 متر (887 قدم) في ملبورن، أستراليا. يصنف بأنه ثالث أطول مبنى في ملبورن وخامس أطول مبنى في أستراليا.
تم تطوير المشروع بواسطة شركة يو إي إم سن رايز ومقرها ماليزيا وصممه شركة إلينبيرج فريزر، وقد تم اقتراح المشروع لأول مرة في عام 2014، وحصل على موافقة وزير التخطيط آنذاك ماثيو جاي في أكتوبر 2014.
في عام 2019 ، عندما اكتمل البرج، كان ثاني أطول مبنى في ملبورن في ذلك الوقت خلف برج يوريكا. يتكون أورورا ملبورن سنترال من 959 شقة سكنية و 252 شقة مخدومة عبر 86 طابقًا؛ على هذا النحو، سيكون أيضًا أحد أكبر المباني السكنية في أستراليا. 
بدأ تشييد المشروع الذي تبلغ تكلفته 730 مليون دولار في أكتوبر 2015 من قبل شركة بروبيلد،  وتم الانتهاء من أعمال البناء في عام 2019.  

## أنظر أيضا
- برج كيو 1
- برج أستراليا 108
- برج يوريكا
- كراون سيدني

## روابط خارجية
- الموقع الرسمي